# Zinsgeschäft
Als Zinsgeschäft wird in der Bankbetriebslehre und im Bankwesen eine Produktgruppe von zinstragenden Finanzprodukten bezeichnet, die bei Kreditinstituten entweder einen Zinsaufwand auslösen oder einen Zinsertrag erbringen.  

## Allgemeines
Jedes Bankgeschäft lässt sich einer der drei Kategorien zuordnen, dem Indifferenzgeschäft, Finanzkommissionsgeschäft oder Zinsgeschäft. Alle zinstragenden Finanzprodukte werden unter dem letzteren subsumiert. Die Preisbezugsbasis sind Zinsen im Einlagen- und Kreditgeschäft (Einlagengeschäft: Habenzins, Kreditgeschäft: Kreditzins). Das Zinsgeschäft macht stets den tragenden Teil aller Bankgeschäfte aus, es bildet das Kerngeschäft der Kreditinstitute.

## Einteilung
In der Bankbetriebslehre wird folgende Einteilung vorgenommen:
| Kategorie                 | Produktgruppe                              | Bankgeschäfte | Preis                                                                                            |
| ------------------------- | ------------------------------------------ | --- | ------------------------------------------------------------------------------------------------ |
| Zinsgeschäft              | Aktivgeschäft Passivgeschäft               | Kreditgeschäfte: Geldleihe: Anschaffungskredit, Bau- und Immobilienfinanzierung, Dispositionskredit, Konsumkredit, Lombardkredit Unternehmensfinanzierung: Investitionskredit, Kontokorrentkredit Corporate Finance: Emissionsgeschäft, Konsortialkredite Kommunalkredite Kreditleihe: Avalkredite, Akkreditive Einlagengeschäft: Sichteinlagen, befristete Einlagen, Spareinlagen, Spar(kassen)briefe | Kreditzinsen, Sollzinsen, Überziehungszinsen Habenzinsen                                         |
| Finanzkommissionsgeschäft | Effektengeschäft                           | Wertpapierdepotgeschäft, Wertpapierhandel, Wertpapierorders | Provisionen                                                                                      |
| Indifferenzgeschäft       | Zahlungsverkehr, Beratung, Inkassogeschäft | bargeldloser Zahlungsverkehr, Barauszahlungen, Bareinzahlungen, Bankschließfach Anlageberatung Dokumenteninkasso | Bankgebühren: Bearbeitungsgebühren, Buchungspostengebühren, Depotgebühren, Kontoführungsgebühren |

Das Zinsdifferenzgeschäft gehört zur Produktgruppe der Zinsgeschäfte und nutzt im Eigenhandel die Zinsstrukturen und daraus resultierende Unterschiede im Zinsniveau aus, um spekulative Gewinne zu erzielen. Bei erwartetem steigendem Zinsniveau wird ein Aktivvorgriff (Kreditgeschäfte ohne gleichzeitige Refinanzierung), bei sinkendem entsprechend ein Passivvorgriff (Einlagengeschäfte ohne gleichzeitiges Neu-Kreditgeschäft) vorgenommen. Aktiv- und Passivvorgriffe in Erwartung bestimmter Zinsentwicklungen sind bei Bestehen funktionsfähiger Futures vertretbar.
Bei der Kreditleihe (Avalkredite, Akkreditive) werden Provisionen berechnet, weil hierfür banktechnisch keine Refinanzierung anfällt und somit auch keine Refinanzierungskosten entstehen. Obwohl das Wertpapierdepotgeschäft zum Finanzkommissionsgeschäft gehört, werden Depotgebühren erhoben. Große Teile des Investment-Banking und von Corporate Finance sind indifferente Geschäfte, bei denen die Kreditinstitute eine Informationstransformation vornehmen, also beratend tätig sind.

## Zinsspanne
Die wichtigste betriebswirtschaftliche Kennzahl des Zinsgeschäfts ist die Zinsspanne {\displaystyle Z_{m}}. Sie ergibt sich aus der Gegenüberstellung des Zinsüberschusses des Zinsertrags aus dem Kreditgeschäft über den Zinsaufwand aus dem Einlagengeschäft {\displaystyle Z_{s}} und der Bilanzsumme (oder dem Geschäftsvolumen) {\displaystyle BS}:
{\displaystyle Z_{m}={\frac {Z_{s}}{BS}}}.
Hierbei handelt es sich um die Nettozinsspanne. Wird diese um Provisions- und Gebührenerträge einerseits und die Verwaltungskosten andererseits ergänzt, ergibt sich die Bruttozinsspanne. Die Differenz zwischen beiden wird Bedarfsspanne genannt. Diese Größen werden in der Bankkalkulation als Zinsspannenrechnung berücksichtigt. Eine andere Möglichkeit zur Ermittlung der Zinsmarge ist die Gegenüberstellung des Durchschnittszinssatzes des Aktivgeschäfts mit dem des Passivgeschäfts. Hieraus ergab sich beispielsweise im Jahre 2014 für die Großbanken folgender Betriebsvergleich:
| Durchschnittszins                   | Aareal Bank | Commerzbank | Deutsche Bank | Hypovereinsbank | Postbank |
| ----------------------------------- | ----------- | ----------- | ------------- | --------------- | -------- |
| Durchschnittszins Forderungen       | 3,10 %      | 2,87 %      | 3,11 %        | 2,42 %          | 3,45 %   |
| Durchschnittszins Verbindlichkeiten | 0,69 %      | 1,26 %      | 1,57 %        | 1,39 %          | 1,29 %   |
| Zinsmarge                           | 2,41 %      | 1,61 %      | 1,54 %        | 1,03 %          | 2,16 %   |

Die höchste Zinsspanne erzielte die Aareal Bank, was vor allem am überdurchschnittlich geringen Durchschnittszins der Verbindlichkeiten lag. Die Postbank wies zwar den höchsten Durchschnittszins im Kreditgeschäft auf, konnte jedoch durch gering verzinste Spareinlagen mit 2,16 % die zweitbeste Zinsmarge erzielen. 
Betrachtet man die einzelnen Institutsgruppen, so ergab sich folgendes Bild (Zinsspanne in %):
| Institutsgruppe        | 2014 | 2015 | 2016 | 2017 | 2018 | 2019 | 2020 | 2021 |
| ---------------------- | ---- | ---- | ---- | ---- | ---- | ---- | ---- | ---- |
| Sparkassen             | 2,09 | 2,06 | 1,98 | 1,87 | 1,73 | 1,81 | 1,47 | 1,31 |
| Kreditgenossenschaften | 2,21 | 2,14 | 1,99 | 1,90 | 1,80 | 1,70 | 1,56 | 1,47 |
| Landesbanken           | 0,72 | 0,76 | 0,77 | 0,73 | 0,67 | 0,62 | 0,62 | 0,65 |
| Großbanken             | 0,77 | 0,81 | 0,78 | 0,68 | 0,84 | 0,65 | 0,55 | 0,63 |

Über die Jahre zeigt sich ein Trend sinkender Zinsspannen, von dem alle Institutsgruppen erfasst werden. Die Zinsmarge der Großbanken sank auf etwa ein Drittel der Zinsmargen der Sparkassen und Kreditgenossenschaften und bewegt sich auf dem Niveau der Landesbanken.

## Wirtschaftliche Aspekte
Das Zinsgeschäft ist für Kreditinstitute das Kerngeschäft und damit die Haupteinnahmequelle, die sich prozentual als Zinsmarge zeigt und als Ertrag in Form des Zins- und Kapitalertrags, die sich in der Bankkalkulation als Werterlöse in der Wertsphäre niederschlagen.
Die Nettozinsspanne gibt Auskunft über den im Zinsgeschäft erzielten Überschuss der vereinnahmten Zinserträge über die zu tragenden Zinsaufwendungen. Sinkt die Nettozinsspanne, kann dies verschiedene Ursachen haben. Einerseits könnte sich im Aktivgeschäft die Kreditwürdigkeit der Kreditnehmer verbessert haben, was sich in einer niedrigeren Kreditmarge niederschlägt; andererseits könnte die Verhandlungsmacht der Anleger im Passivgeschäft gestiegen oder das Rating des betreffenden Instituts gesunken sein, was höhere Habenzinsen zur Folge hat. Wesentliche Einflussgrößen auf die Zinsspanne sind ferner das Zinsniveau, die Zinskurve und das Risiko aus der Fristentransformation, das mit der Marktzinsmethode kalkuliert wird. So berichtet die Deutsche Bundesbank während der Niedrigzinspolitik mit Negativzinsen, dass die Einlagenzinssätze deutscher Banken größtenteils an der Nulllinie verharrten. Dies galt insbesondere für die Zinssätze für Einlagen von Privathaushalten. Gleichzeitig gingen die Kreditzinssätze im Einklang mit der allgemeinen Zinsentwicklung weiter zurück. Als Folge verringerten sich die Zinsmargen der deutschen Banken im Kredit- und Einlagengeschäft mit dem nicht-finanziellen Privatsektor. Die Zinsmarge fiel im Jahre 2020 im deutschen Bankwesen auf einen neuen Tiefstand von 0,88 %, was jedoch zu mehr als 75 % auf das starke Wachstum der Bilanzsumme zurückzuführen war.
Die Zinsspanne ist von erheblicher Bedeutung für die Ertragskraft eines Kreditinstituts, denn sie macht über 70 % der gesamten Erträge aus.

## Abgrenzung
Nicht verwechselt werden darf das Zinsgeschäft mit dem Zinsdifferenzgeschäft, worunter im Finanzwesen die Ausnutzung der Zinsdifferenz im Rahmen der Spekulation oder Arbitrage zwischen den niedrigen Habenzinsen und den höheren Kreditzinsen durch Einsatz von Finanzprodukten zu verstehen ist.